# Mel Bennett
Melvin P. Bennett, detto Mel (Pittsburgh, 4 gennaio 1955), è un ex cestista statunitense, professionista nella ABA e nella NBA.

## Palmarès
- All-CBA Second Team (1980)